# Neoguraleus sinclairi
Neoguraleus sinclairi é uma espécie de gastrópode do gênero Neoguraleus, pertencente a família Mangeliidae.